# 聖ミカエル教会 (カウナス)
座標: 北緯54度53分49秒 東経23度55分16秒 / 北緯54.89694度 東経23.92111度

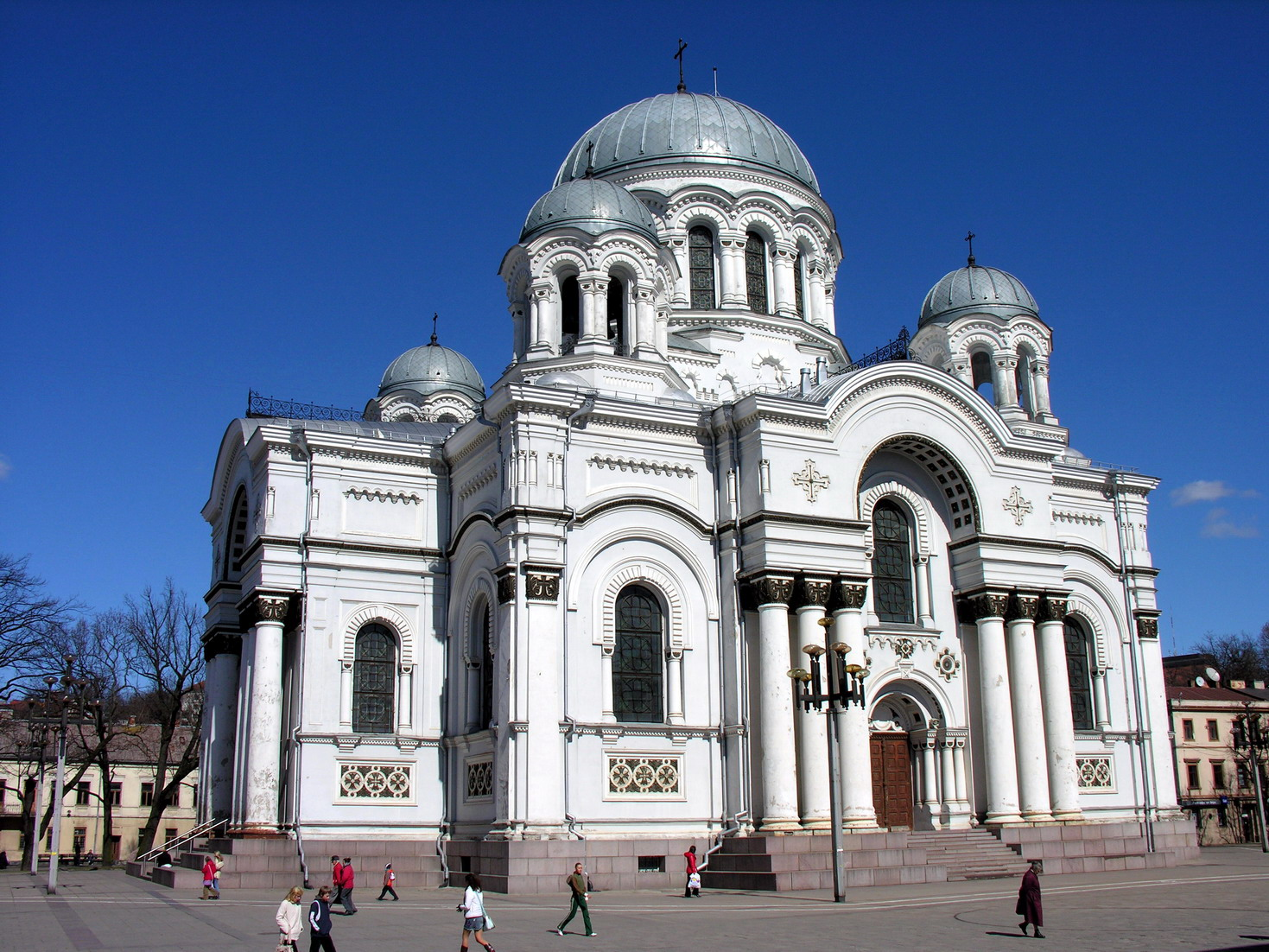
聖ミカエル教会

大天使聖ミカエル教会（だいてんしせいミカエルきょうかい、リトアニア語: Šv. arkangelo Mykolo bažnyčia）、または聖ミカエル教会は、リトアニア、カウナスのライスヴェス通りにあるネオ・ビザンティン建築のローマ・カトリック教会である。通称はソボラス（Soboras）。
当初は正教会の教会で、主にカウナス要塞に駐屯する兵士の祈りの場として1893年に建設された。第一次世界大戦中はドイツ当局によって閉鎖され、戦間期はカトリック教会として使われた。
1944年から1990年のソビエト連邦による占領下においては美術館として利用され、リトアニアが再独立を果たすとともにカトリック教会に戻された。

## ギャラリー

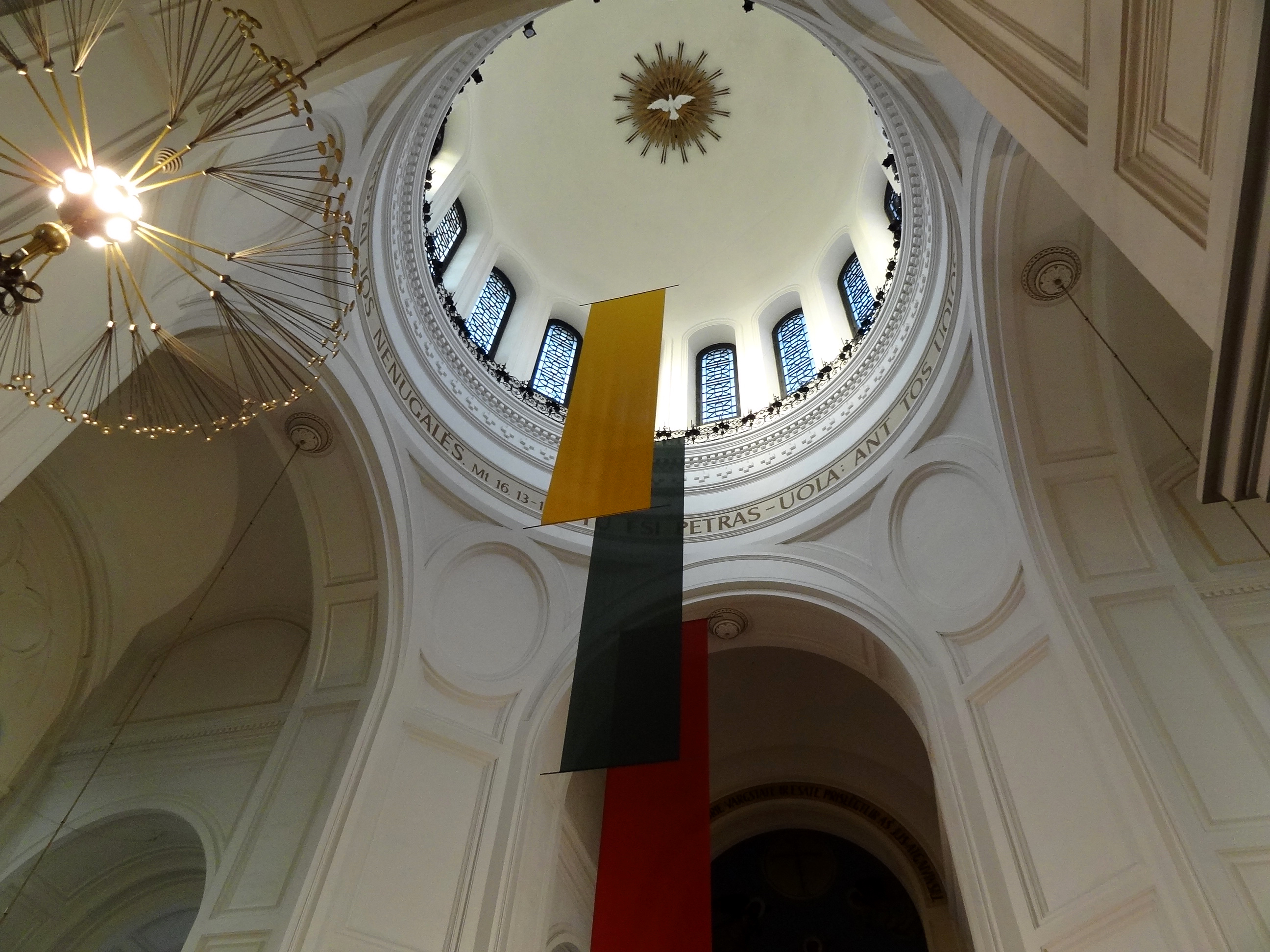
ドームの内側。リトアニアの国旗の3色の旗で飾られている
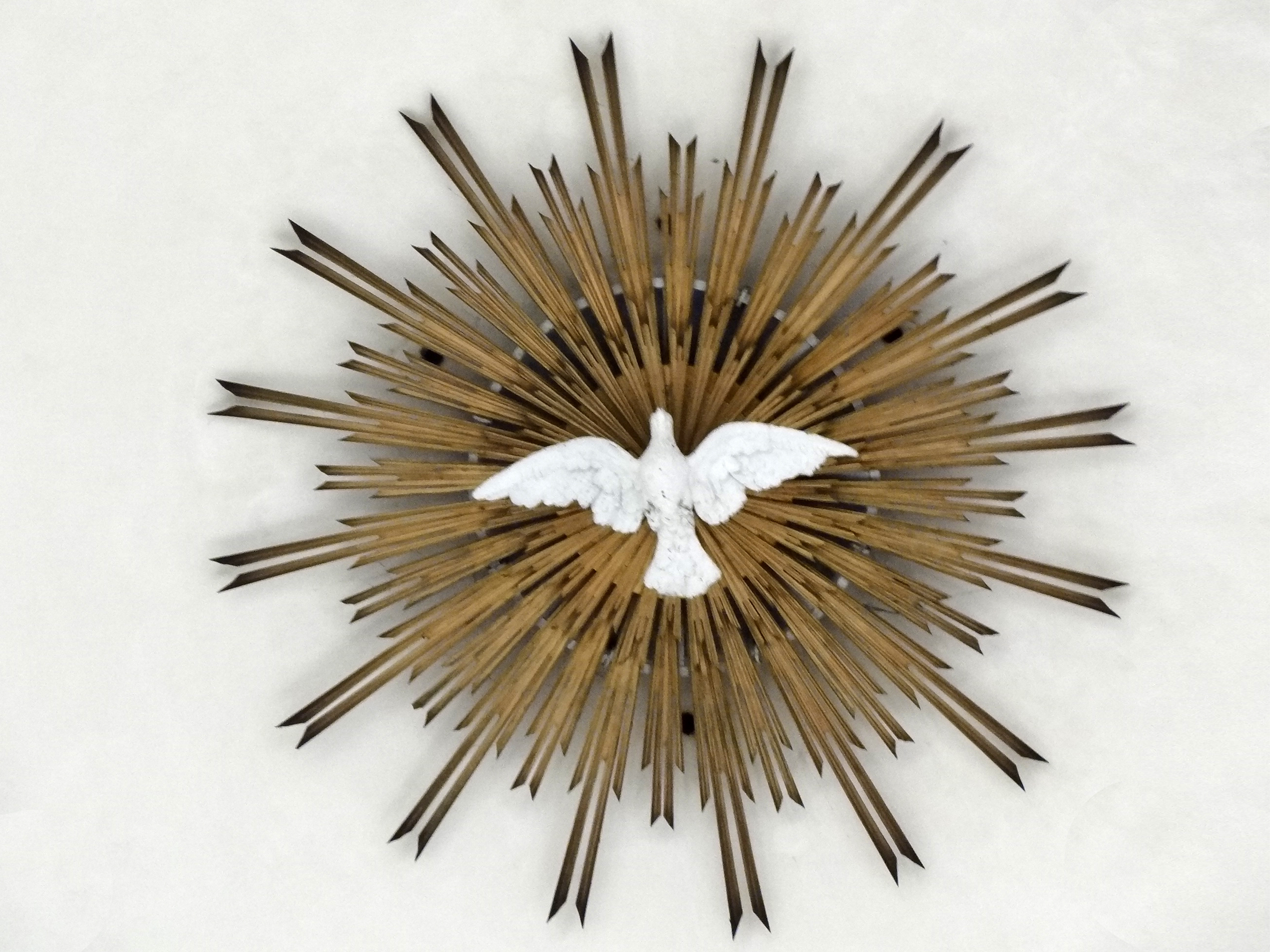
聖霊の鳩とイエスの光線と教会のキーストーン
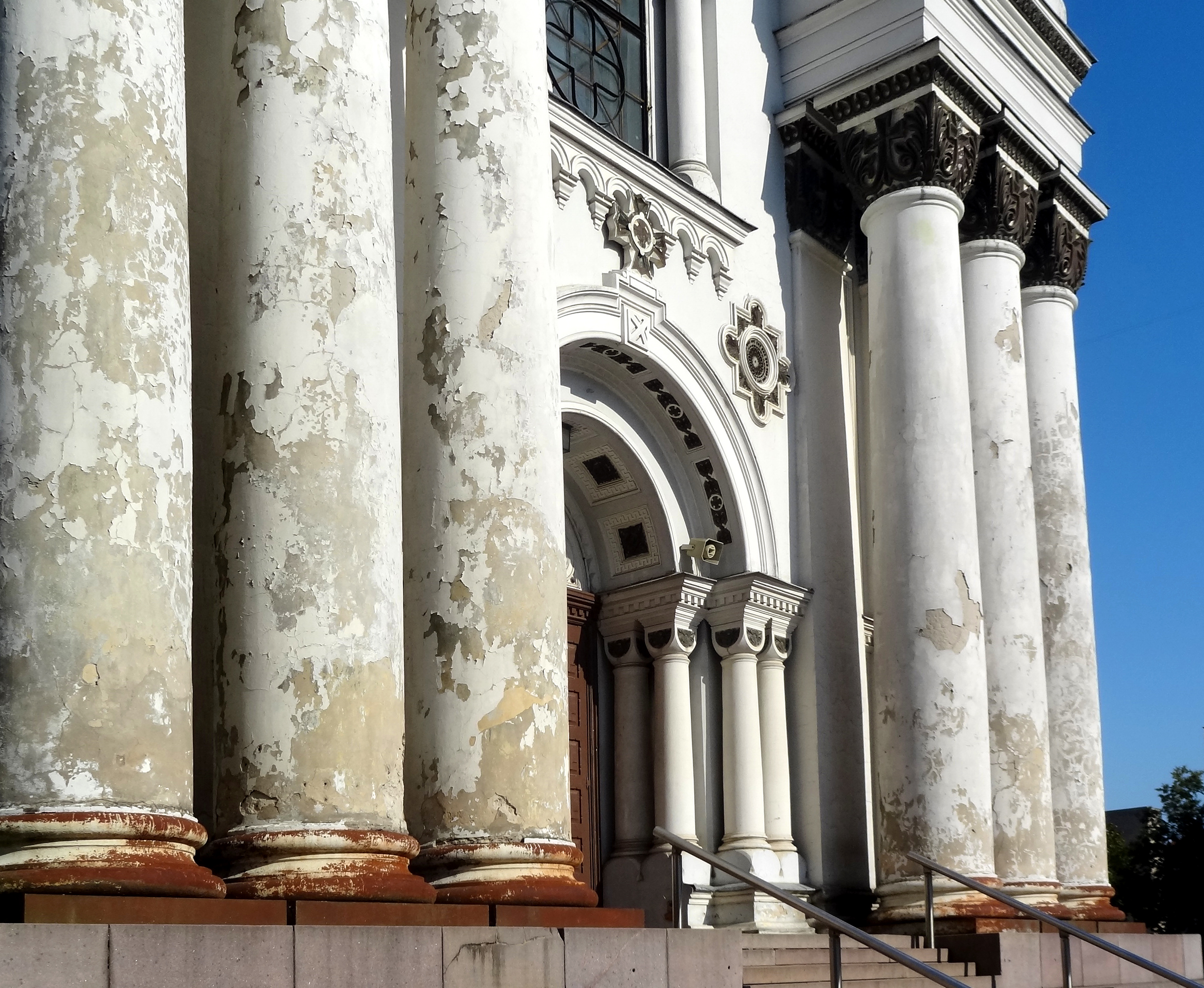
ファサードの柱と塗料のはがれ
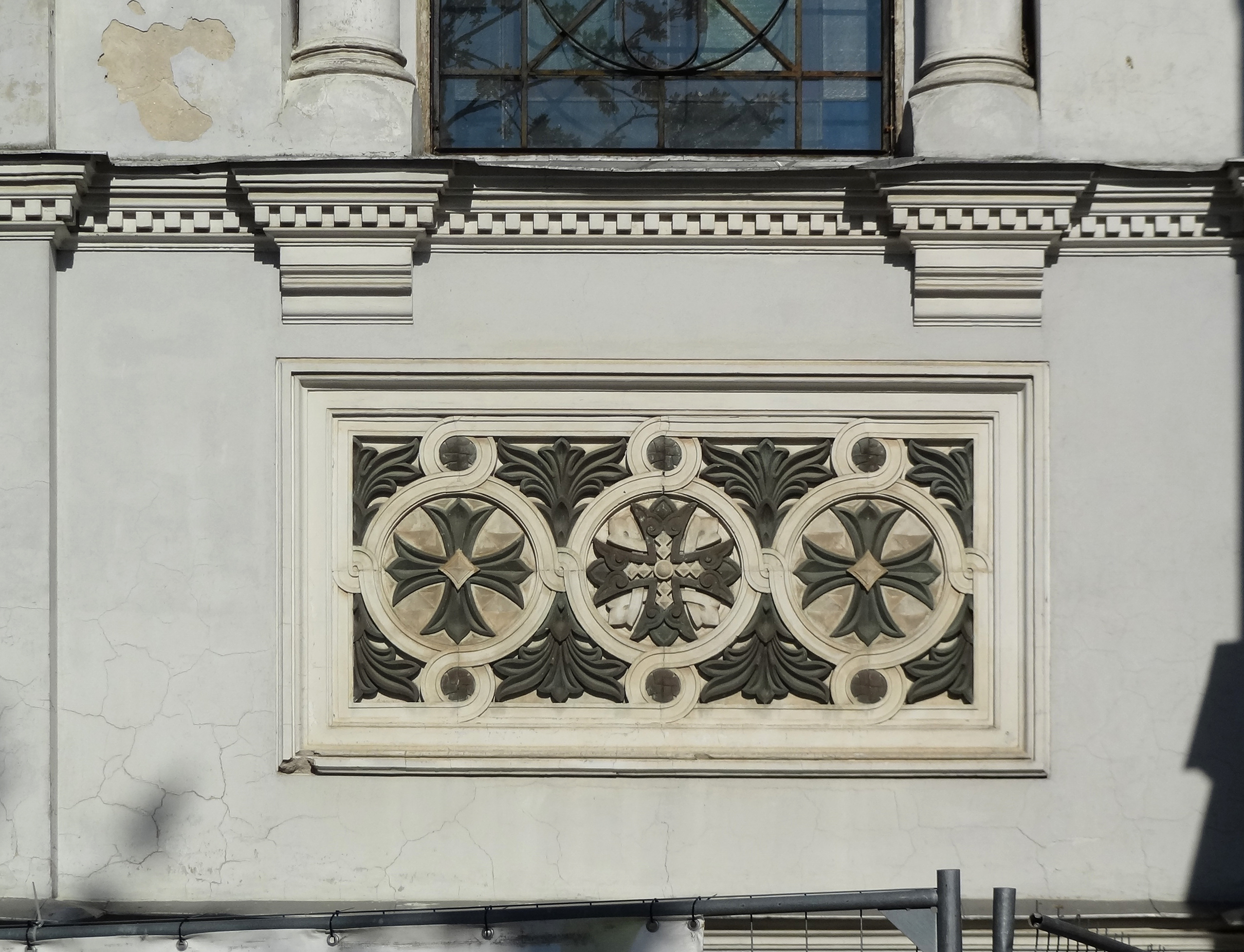
ファサードのレリーフ